# 兵庫県立淡路島公園
兵庫県立淡路島公園（ひょうごけんりつあわじしまこうえん）は兵庫県淡路市にある公立都市公園である。

## 概要
開園面積87.2 ha, 計画面積148.8 haという広大な緑地空間で、1977年から整備が開始され、1985年に部分開園した。兵庫県から委託を受けた淡路花博記念事業協会が管理運営を行っている。
明石海峡から大阪湾までパノラマの海を望む風光明媚な淡路島北部丘陵地帯に位置する。明石海峡大橋や神戸市街を望む淡路島随一の夜景と星空のビューポイントであり、年間約200万人が訪れる。
近隣の淡路夢舞台、国営明石海峡公園などとともに淡路島国際公園都市を構成する。

## ゾーン
「淡路ハイウェイオアシスゾーン」、「森のゾーン」、「交流ゾーン」の3ゾーンで構成される。
- 淡路ハイウェイオアシスゾーン - 1998年4月、明石海峡大橋開通と同時にオープンした。神戸淡路鳴門自動車道の淡路サービスエリアに直結している。ゾーンは「花の谷」など花と樹木によって憩いの空間が形成されており、コア施設であるオアシス館にはアトリウムをメインに、 レストランやカフェ、淡路随一の品揃えの物産店がある。
- 森のゾーン - 森林が自然の状態で多く残されている区域で、森を縫う遊歩道が林間広場、アジサイの谷、展望広場、多目的広場などを結ぶ。多目的広場の使用は無料だが、予約が必要。
- 交流ゾーン - 昭和池の畔にローラーすべり台や海賊砦などの大型遊具がある「木の遊び場」と水鉄砲や手押しポンプなどの遊具がある「水の遊び場」という子供用遊び場がある。また、2004年には12.5 haの大きな芝生広場がオープンした。
- 草原と花のゾーン - 2011年4月にオープン。淡路島に自生する植物の草原が広がっている。展望デッキ、約0.7haの芝生広場、日仏友好モニュメントのシンボルストーン、山桜の並木道などが整備されている。

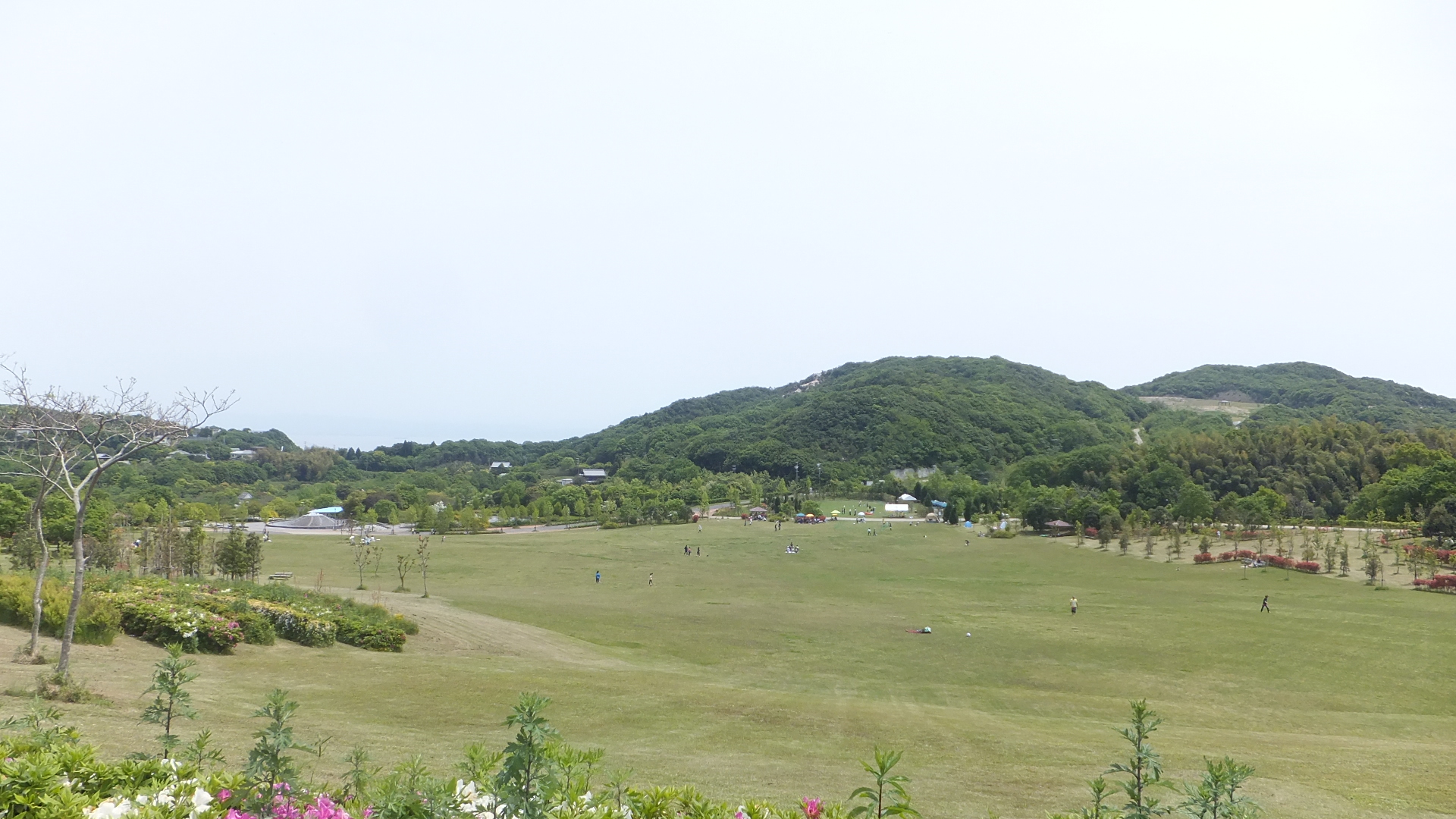
森のゾーン
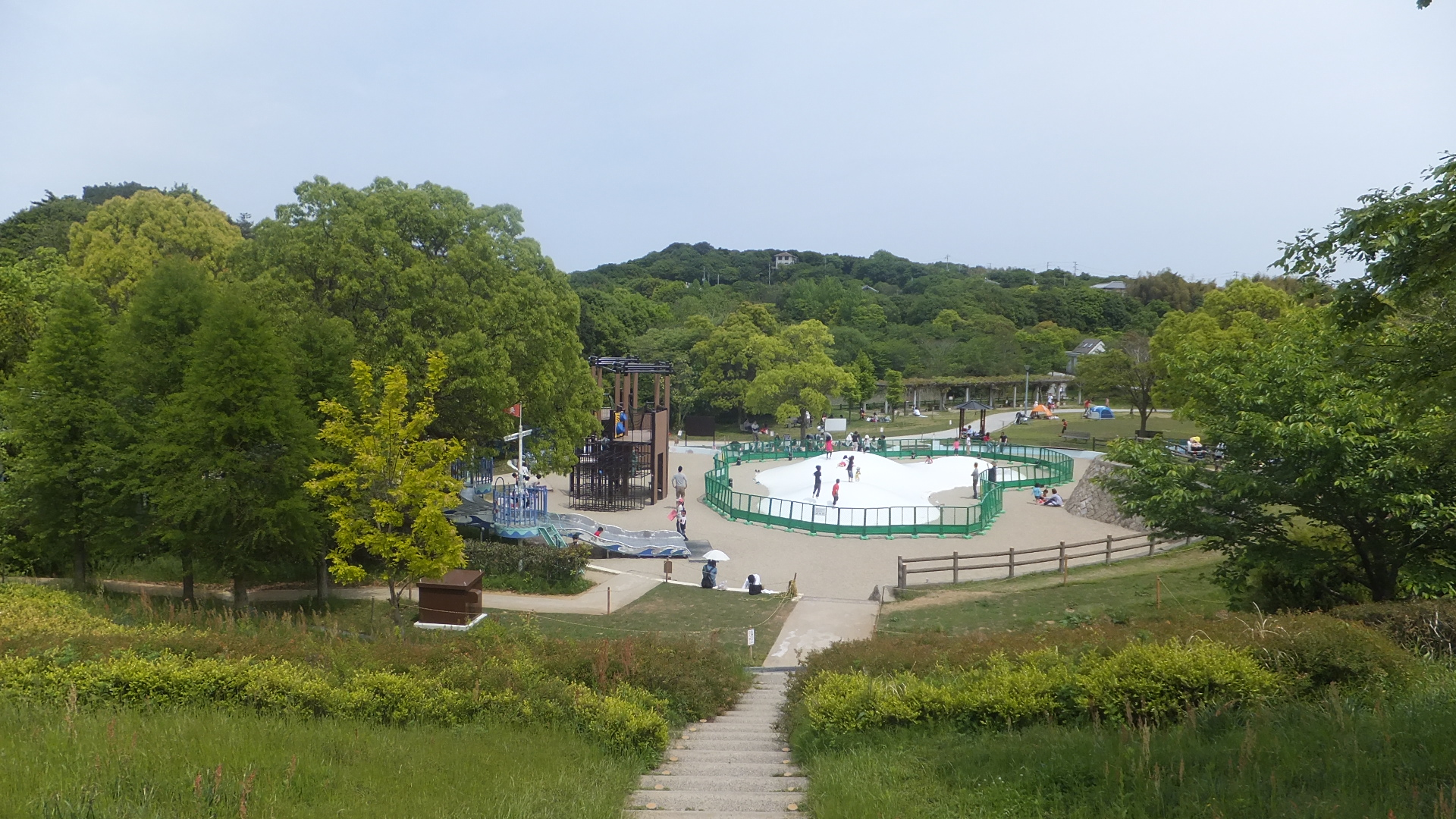
交流ゾーン

### ニジゲンノモリ
「森のゾーン」や「交流ゾーン」を活用した、漫画・アニメ等の2次元コンテンツと自然の中を融合させた体験型エンターテイメント施設が、パソナグループの株式会社ニジゲンノモリにより2017年7月15日にオープンした。
- 常設エリア
  - ナイトウォーク火の鳥（2017年7月15日開設）
  - クレヨンしんちゃんアドベンチャーパーク（2017年7月15日開設）
  - NARUTO&BORUTO 忍里（2019年4月20日開設）
  - ゴジラ迎撃作戦 〜国立ゴジラ淡路島研究センター〜（2020年10月10日開設）
  - ドラゴンクエスト アイランド 大魔王ゾーマとはじまりの島（2021年4月29日開設）

## データ
- 着工 - 1977年
- 開園 - 1985年（一部）
- 面積
  - 開園面積 - 87.2 ha
  - 計画面積 - 148.8 ha
- 所在地 - 兵庫県淡路市岩屋楠本2425-2

## 交通アクセス
- 高速バス「淡路ハイウェイオアシス（ニジゲンノモリ）」「県立淡路島公園（ニジゲンノモリF駐車場）」下車すぐ。「淡路IC」下車、徒歩約600m。
- 岩屋港・淡路IC高速バス停前から無料シャトルバスあり[3]。または、淡路市生活観光バス路線10（北部観光周遊回り）系統に乗車し、「県立淡路島公園」下車すぐ。三宮からの運賃は980円（吉川図書館前（よかたん温泉）までの運賃と同額）である。

## 関連施設・周辺情報
- 淡路島国際公園都市
  - 淡路夢舞台
    - 兵庫県立淡路夢舞台国際会議場
    - 兵庫県立淡路夢舞台温室あわじグリーン館
    - ウェスティンホテル淡路 リゾート&コンファレンス
    - 百段苑

  - 国営明石海峡公園
  - 兵庫県立あわじ花さじき
  - 淡路交流の翼港
  - 淡路景観園芸学校